# Whitemouth Falls Provincial Park
Whitemouth Falls Provincial Park är en park i Kanada.   Den ligger i provinsen Manitoba, i den sydöstra delen av landet, 1 600 km väster om huvudstaden Ottawa. Whitemouth Falls Provincial Park ligger 273 meter över havet.
Terrängen runt Whitemouth Falls Provincial Park är mycket platt. Runt Whitemouth Falls Provincial Park är det mycket glesbefolkat, med 2 invånare per kvadratkilometer.. Närmaste större samhälle är Lac du Bonnet, 16,1 km norr om Whitemouth Falls Provincial Park.
Omgivningarna runt Whitemouth Falls Provincial Park är en mosaik av jordbruksmark och naturlig växtlighet.